# Louis Joseph de Fougières
Louis-Joseph de Fougières est un officier et homme politique français né le 18 mars 1773 à Paris, mort le 28 juillet 1841 dans la même ville.

## Biographie
Louis-Joseph de Fougières est le fils de François-Marie de Fougières, comte de Fougières, baron de La Guerche, baron d'Epineuil, seigneur du Creux, Saint Amand, Montrond, Orval, maréchal de camp, capitaine des gendarmes bourguignons, puis lieutenant-général du Bourbonnais, sous-gouverneur puis premier maître d'hôtel du comte d'Artois, gouverneur d'Amiens, (1721-1787) et d'Adélaïde Jourda de Vaux, sa seconde épouse. Par cette dernière, il est le petit-fils de Noël Jourda de Vaux, maréchal de France.
Sa famille appartient à l'ancienne noblesse du Bourbonnais, son père avait été admis en 1756 aux honneurs de la Cour. Il en est le dernier représentant mâle. Il commence sa carrière militaire à l'âge de 15 ans, en 1788, comme sous-lieutenant au régiment colonel-général d'Infanterie. En 1789, il est surnuméraire à la compagnie écossaise des Gardes du corps. Emigré en 1791, il sert dans l'Armée des Princes, en Allemagne, puis en Italie. Blessé à la Bataille de Novi, en 1799, il cesse de servir après la Paix de Lunéville, en 1801. À la suite de l'amnistie accordée aux émigrés, en 1802, il regagne la France et s'efforce de rentrer en possession des biens saisis par la République, pendant son absence, en particulier son château du Creux, dans l'Allier, et ses domaines du Berry.
À la première Restauration, en 1814, le Roi Louis XVIII, son parrain, le promeut colonel et le nomme gentilhomme de sa Chambre. En 1823, il devient premier maître d'hôtel de Monsieur, comte d'Artois, le futur Charles X.
En 1824, il est élu député du Cher jusqu'en 1827, siégeant dans la majorité qui soutient les gouvernements de la Restauration. Il rentre ensuite dans la vie privée.

### Distinctions
- Chevalier de Saint-Louis
- Chevalier de la Légion d'honneur (1825)

### Mariage et descendance
Louis Joseph de Fougières épouse à Paris, paroisse Saint Vincent de Paul, le 28 avril 1818, Adélaïde Jeanne Hocquart de Montfermeil (1781-1827), unique enfant de Jean Baptiste Hyacinthe Hocquart, 2e marquis de Montfermeil, maréchal des camps et armées du Roi, chevalier de Saint Louis, et d'Eugénie Gaillard de Beaumanoir.
Elle lui apporte le château de Montfermeil, près de Paris. De ce mariage, une fille unique :
Adélaïde Hyacinthe de Fougières (Paris, 4 février 1819 - Paris 7è, 22 juin 1891), mariée en 1837 avec Christian, comte de Nicolaÿ, conseiller général de la Sarthe (1810 - 1880), fils de Raymond de Nicolaÿ et de Marie Charlotte de Murat. Il était le petit-fils de Aymard Charles Marie de Nicolaÿ. Dont postérité.